# Diego López III. de Haro
Diego López III. de Haro (* unbekannt, † 4. Oktober 1254 in Bañares oder Baños de Río Tobía) war von 1236 bis zu seinem Tod Grundherr (señor) des Señorío de Vizcaya im westlichen Baskenland.

## Geschichte
Diego war Sohn von Diego López II. de Haro, Señor de Vizcaya und Fähnrich (alférez) im königlichen Heer, und von María Manrique de Lara. In den ersten Jahren seiner Grundherrschaft war ein ergebener Diener König Ferdinands III. von Kastilien, der gleichzeitig sein Onkel war. Zwischen 1237 und 1241 half er Ferdinand bei der Rückeroberung (reconquista) der Region um Murcia und von Teilen Andalusiens, wobei er sich jedoch – letztlich aber nur vorübergehend – politisch und militärisch dem Königreich Aragón annäherte. Dennoch wurde er danach für zwei Jahre Fähnrich (alférez) im Heer Ferdinands III.

## Familie
Diego war verheiratet mit Constanza von Béarn; mit ihr hatte er fünf Kinder, die allesamt (auch durch Eheschließung) wichtige Positionen im Königreich einnahmen:
- Lope Díaz III. de Haro (1245–1288)
- Diego López V. de Haro (um 1250–1310)
- Urraca Díaz de Haro
- Teresa de Haro
- Sancha Díaz de Haro